# Italský park

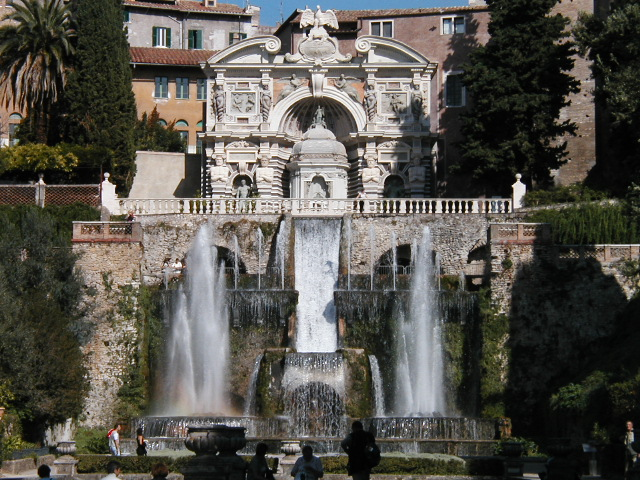
Villa d'Este Tivoli

Italský park, nebo prostor označený jako italská zahrada je obvykle obecně vnímán jako termín pro specifický styl zahradní úpravy. Tento styl italského parku má pro svou dobu typickou pravidelnou zahradní architekturu, která jej podle zásad sadovnické tvorby řadí mezi geometrické styly zahradních úprav, tedy styly, kde má architektura rozhodující vliv pro úpravu zahrady.
Vývoj architektonické podoby italské zahrady od období renesance po baroko je zásadní zejména pro tvorbu vztahu budov a zahrady (Leon Battista Alberti to popisuje v knize De re aedificatoria). Nevýznačnější slohovou úpravou italského parku, nejvýraznějším stylem, je italská terasovitá zahrada a právě ta je také často chápána jako styl italské zahrady (parku), jakkoliv se způsoby úpravy italského parku vyvíjely ve více podobách. Italská terasovitá zahrada byla rozšířena zejména na kopcích podél řeky Arno v oblasti Florencie. Byla inspirována římskými a neapolskými zahradami a spojovala jejich styl.

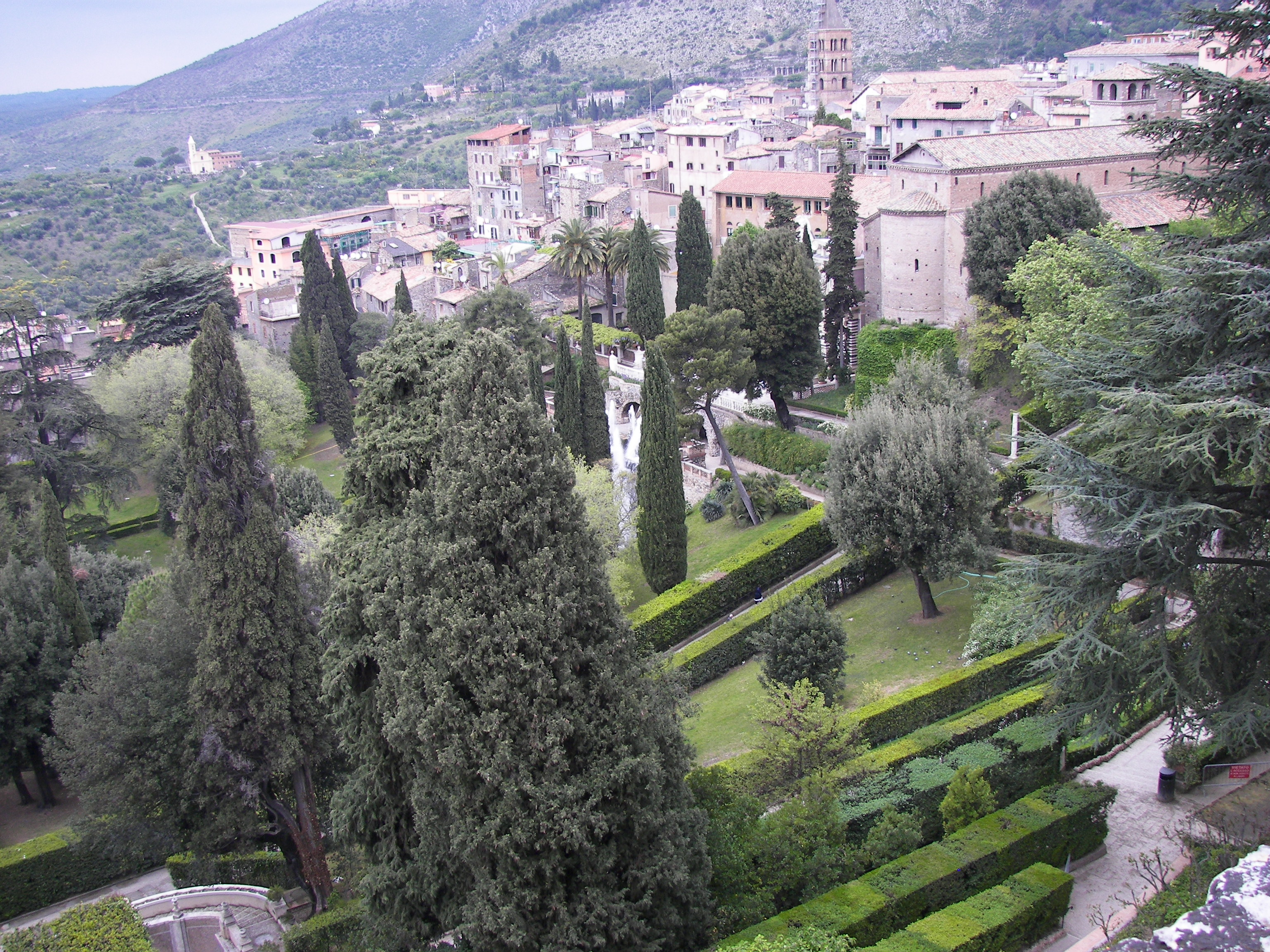
Villa d'Este Tivoli

 Hlavním rysem stylu italské zahrady je převaha architektonických prvků a předpokládaný svažitý terén. Zahradě dominovala budova zpravidla postavená na nejvyšším místě.
Italské zahrady dosáhly mimořádné úrovně v období renesance a dále se vyvíjely pod vlivem baroka.

## Pravidla italské zahrady

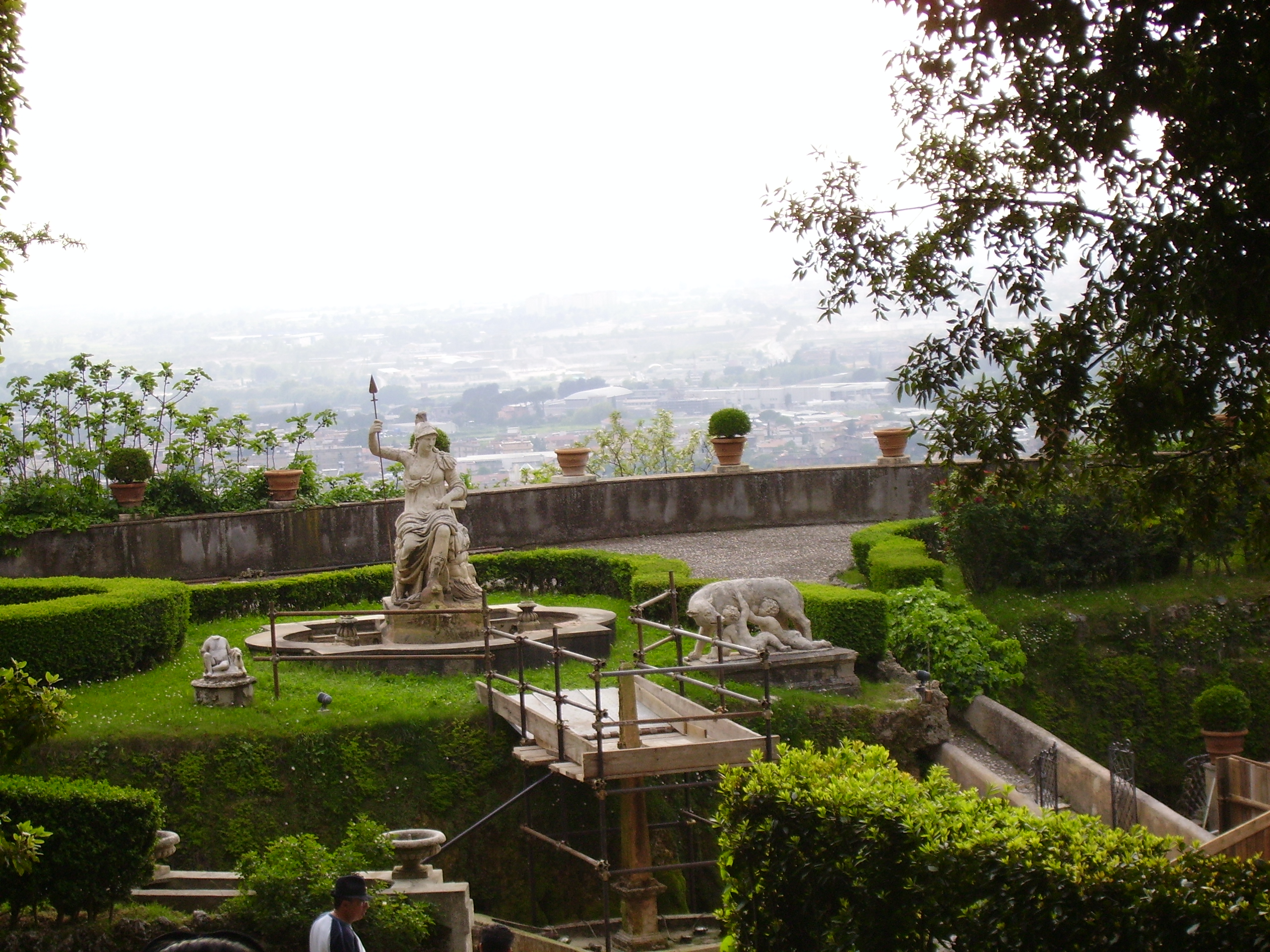
Villa d'Este v Tivoli

Italská zahradní architektura, její styl tvorby, se v období od renesance po baroko řídí těmito pravidly
- finito – matematická (geometrická) definice všech prvků
- collocatio – vzájemný vztah všech prvků v prostoru
- concinnitas – zákon harmonie ve smyslu vztahu emocionálního působení a racionality uspořádání

Italská renesanční zahrada mívala tyto zvláštní prvky:
- Broderie – od 17. stol. ornamentální výplň zahradního parteru, vysazovaná po obvodu a v linii velmi nízkým tvarovaným zimostrázem a ve výplních pole vysypávaná barevným materiálem (písek, saze, mušle apod.)
- Giardinetto – v italském renesančním parku malá ozdobná zahrada, nebo předzahrádka s květinami (ale také název pro oddíl v

barokní zahradě).
- Sala Terrena – obvykle bohatě zdobená vstupní síň v přízemí, jejíž jedna stěna je otevřena do zahrady. Také vestibul, hala nebo prostor, ze které vedou vstupy do jednotlivých částí objektu a nachází se hned za jeho vchodem.
- Grotta – Umělá jeskyně, někdy jen jako nehluboký plastický obraz se sousošími s historickým, mytickým nebo biblickým námětem (Grotta di Adamo ed Eva v parku Zahrady Boboli)
- Theatron – kruhovitá úprava části kompozice sloužící i jako zahradní divadlo.

Samozřejmě že v některých bylo možné najít další méně typické prvky jako je například ragnaia, loubí, tunel tvořený vegetací.

## Vývoj italské zahrady

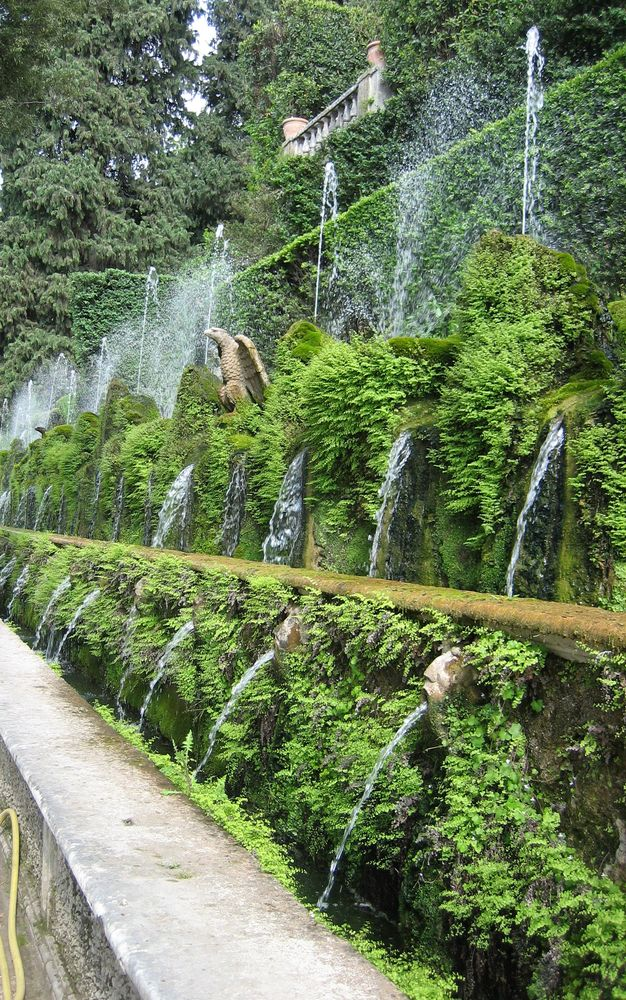
Villa d'Este v Tivoli

Původním vzorem je zahrada Castello di Firenze (Florencie). Začaly se zde používat cesty jako perspektivní osy spojující různé části zahrady. Zvláštní pozornost je věnována scénickým efektům, terasám a dramatickému působení optiky schodiště. Objevuje se zde umělecké tvarování keřů (používané i ve starověkém Římě). V šestnáctém století, zahrady podléhají přísnějšímu geometrickému formování, přichází objev vlivu architektury rostlin na kvality zahrady, jsou objevovány vlivy a pravidla stavebních a rostlinných prvků.
Od 15. století se stala zahrada neodmyslitelnou součástí italského městského paláce a venkovské vily. Zahrada sloužila jako obytný prostor budovaný podle stejných hledisek jako celá stavba na jejíž půdorys navazuje. Na dvorech panovníků nesloužila jen obytným a dekoračním účelům, ale i jako sbírka rostlin, zoologická sbírka cizokrajných živočichů, často ptáků a hříček. Taková zahrada se někdy zvrhla v chaotickou změť a proto ji bylo nutné architektonicky cestami, zídkami, dřevěnými a živými ploty rozčlenit na jednotlivé sekce.

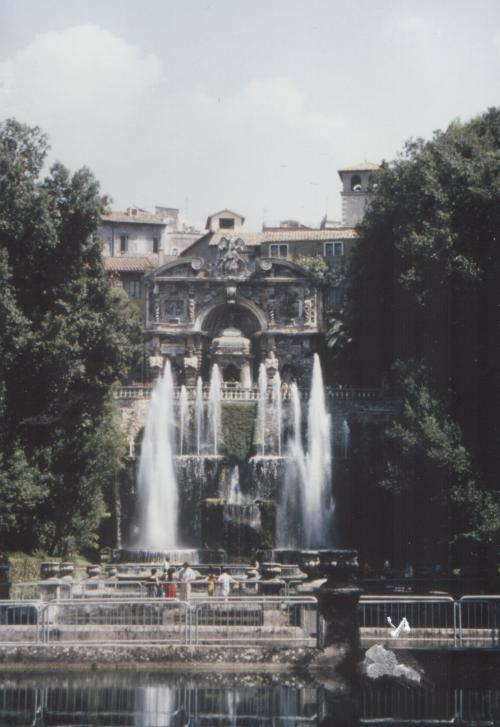
Villa d'Este Tivoli

Půdorys zahrady dlouho zůstává šachovnicovou skládankou upomínající na původ v užitkové (zelinářské) zahradě. Řady monotónně se opakujících čtverců jako je známe například z římského Quirinalu se obměňují jen ornamenty. Vnitřní část čtyřúhelníku má nejrůznější náplň. – trávník, užitkové záhony, drť, stříhané keře, bylinkářskou zahrádku, broderiový ornament nebo vysazovaná květinami nebo jenom zatravněná, květinovou dekoraci, nebo stříhaný labyrint. Jednotlivé čtverce vytvářejí samostatné prostory. Křížení cest akcentuje fontána, vodní nádrž, nebo tvarovaný strom. Nejnáročněji se upravuje giardinetto na terase před lodžií, nebo salou terrenou budovy. Leží na hlavní ose zahrady a je zpravidla totožná s hlavní osou domu. Závěr osy podtrhuje casino, grotta s kaskádou a fontána v náročně řešené nice, nebo theatron, rybníčky, štěpnice, ptáčnice, zvěřinec a stromovky se umisťují na obvod reprezentační zahrady a tvoří přechod do volné krajiny. Navzájem je propojují loubí, pergoly a aleje, které vedou k vinicím a polím.

V 16. století se již požaduje působivý výhled z vily ,nebo paláce a letohrádku do okolní krajiny. Sběratelská vášeň plní zahrady sochami , a mění je v sochařské galerie a lapidária. Zahrada Villa Medici soustředila ve svých prostorách a pavilonech přední díla antiky. Barokní zahrada má záhony a terasami, které pouze u paláce udržují geometrickou přísnost. S větší vzdáleností se tvary italské zahrady (stejně jako vzdálenější části u pozdní francouzské zahrady) stávají klikatými, oválnými i nepravidelnými. Jedním z největších příkladů italské renesanční zahrady jsou zahrady Boboli, což je park u paláce Pitti ve Florencii.
Komplikované a výstřední vrcholně renesanční zahrady, někteří historici umění nazývají manýristické. Jsou oproti původním, pravidelným raně renesančním zahradám bohatě zdobené a mají komplikovanou stavbu. Pro mnoho pozdně renesančních zahrad je typická elegantní hravost, která je nejtypičtějším znakem manýrismu v renesančním umění.

## Italská renesanční terasovitá zahrada

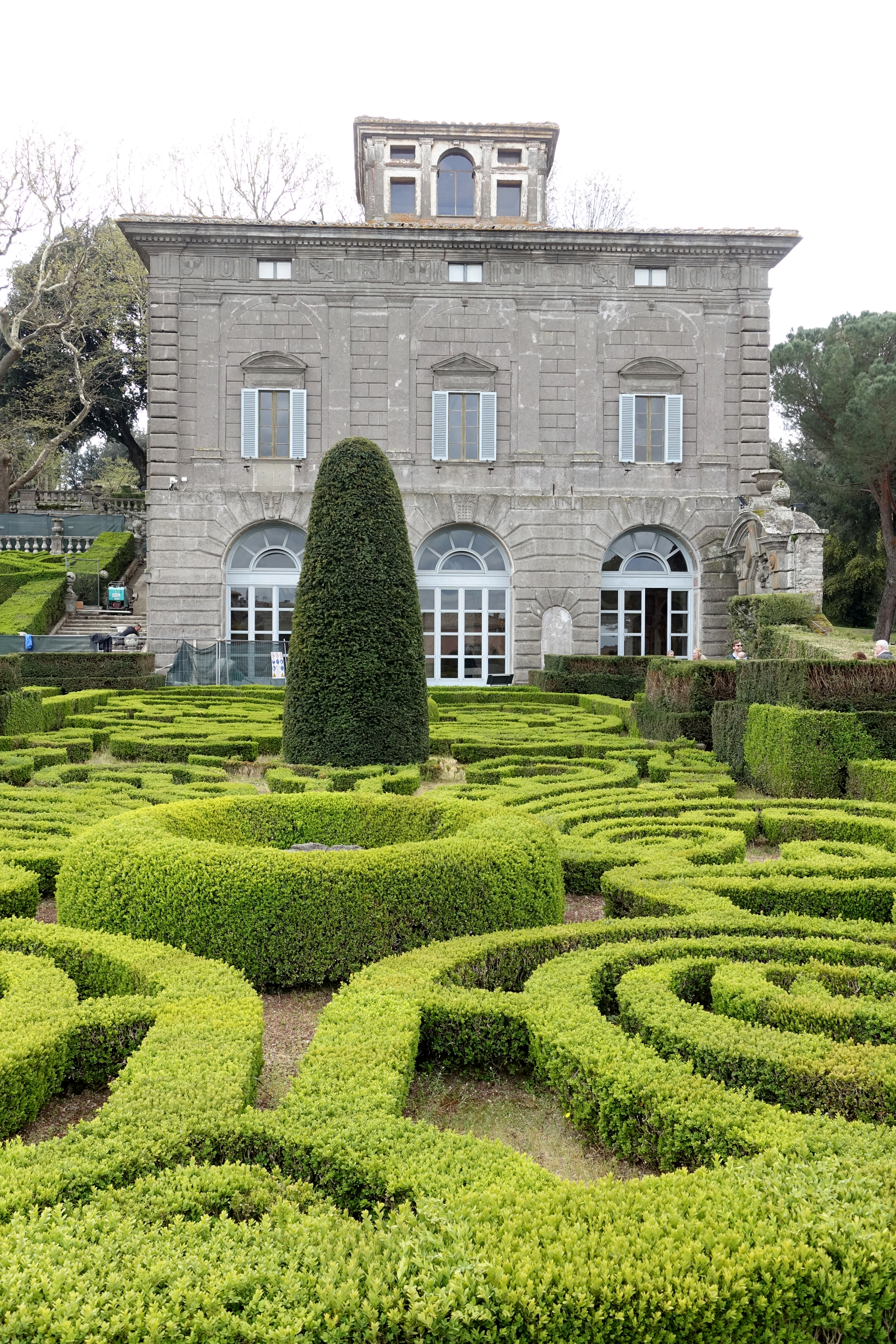
zahrady u renesanční vily Villa Lante

Patrně nejvýznamnějším architektonickým útvarem je italská renesanční terasovitá zahrada, která je pod pojmem italská zahrada často myšlena. Je zřejmě ovlivněna olivovými sady a vinicemi, které jsou také pěstovány v terasách na slunných svazích. Pomocí ornamentálních schodišť, sochařských prvků, vodních kaskád a stékající vody je vytvořena na umělém pahorku zahrada s vyvýšenou plošinou. Nádhera těchto uměleckých děl kde sochařské, vodní a zahradní prvky tvoří jedinečný celek se objevuje v okolí Říma, Florencie a Janova. Jejich utváření může připomínat asyrské zahrady, které však překonává. Na zahradě vatikánského Belvederu (Cortile del Belvedere 1515) je jedna z prvních takových zahrad tvořena jako soustava tří teras. Raffael Santi založil (dnes již zaniklou) zahradu vily Villa Madama s bohatými a malířskou invencí skloubenými terasami. Tyto zahrady se stávají vzorem pro architekty 15. století, zejména pro tvorbu zahrad u vil v Tivoli (Villa d'Este Tivoli) a ve Frascati .

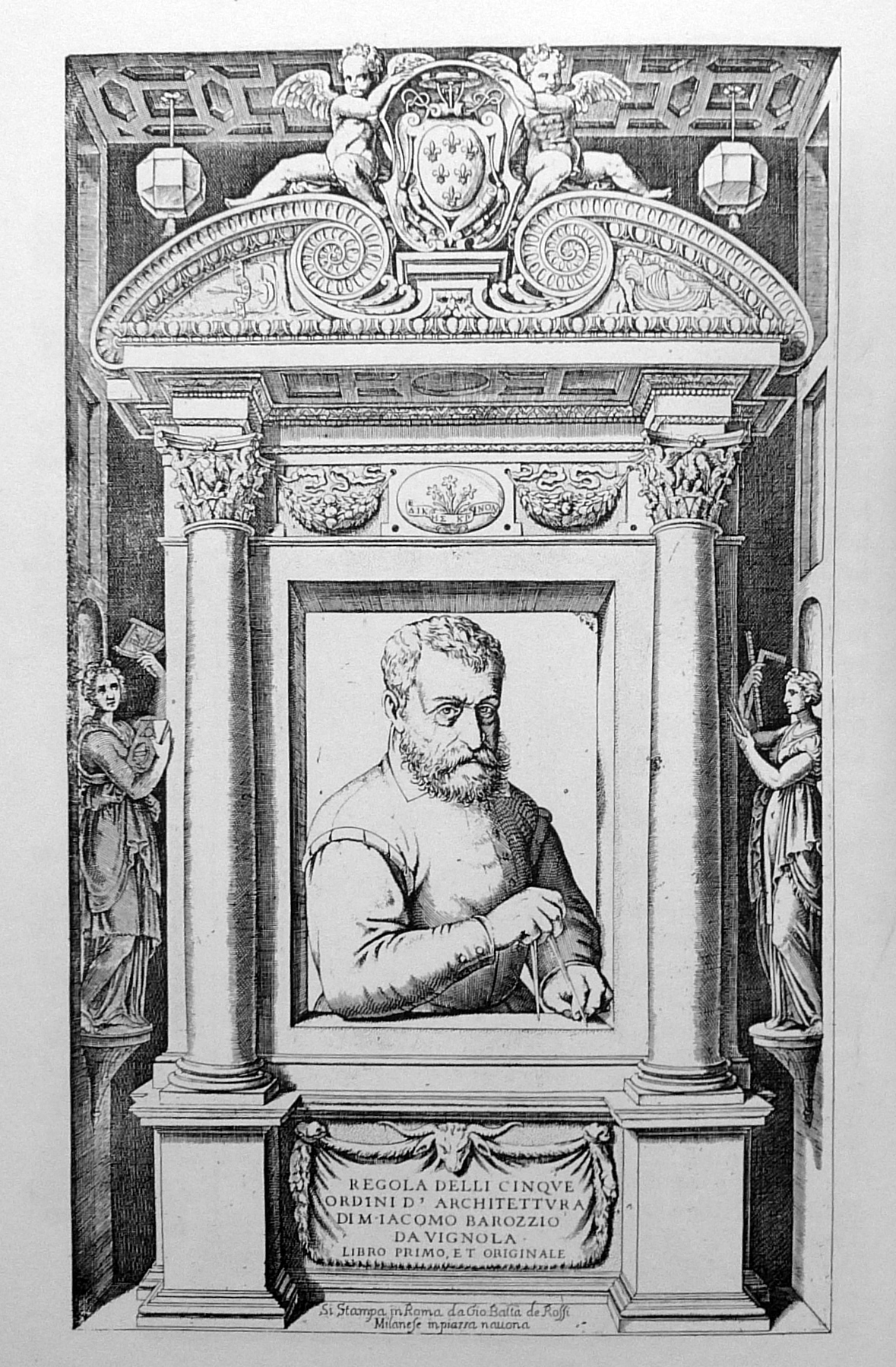
Giacomo Barozzi da Vignola (1562)

Ukázkovým příkladem mezi italskými terasovými zahradami je Villa Lante v Bagnai, dílo architekta Giacomo Barozzi da Vignola z šedesátých let 16. století. Zahrada dosahuje mimořádného účinku soustavou kaskád a vodních stružek končících u náročného parteru s klidnými vodními zrcadly.
Kromě palácových zahrad vznikají v Itálii také první botanické zahrady, které se svým rozsahem podstatně liší od středověkých botanických zahrádek. Botanická zahrada v Padově z druhé poloviny 16. století připomíná svým kruhovým půdorysem schéma ideálních měst, jak je vytvářeli renesanční teoretikové. Teprve později v roce 1632 vznikla botanická zahrada v Oxfordu a v témže roce Jardin des Plantes v Paříži.

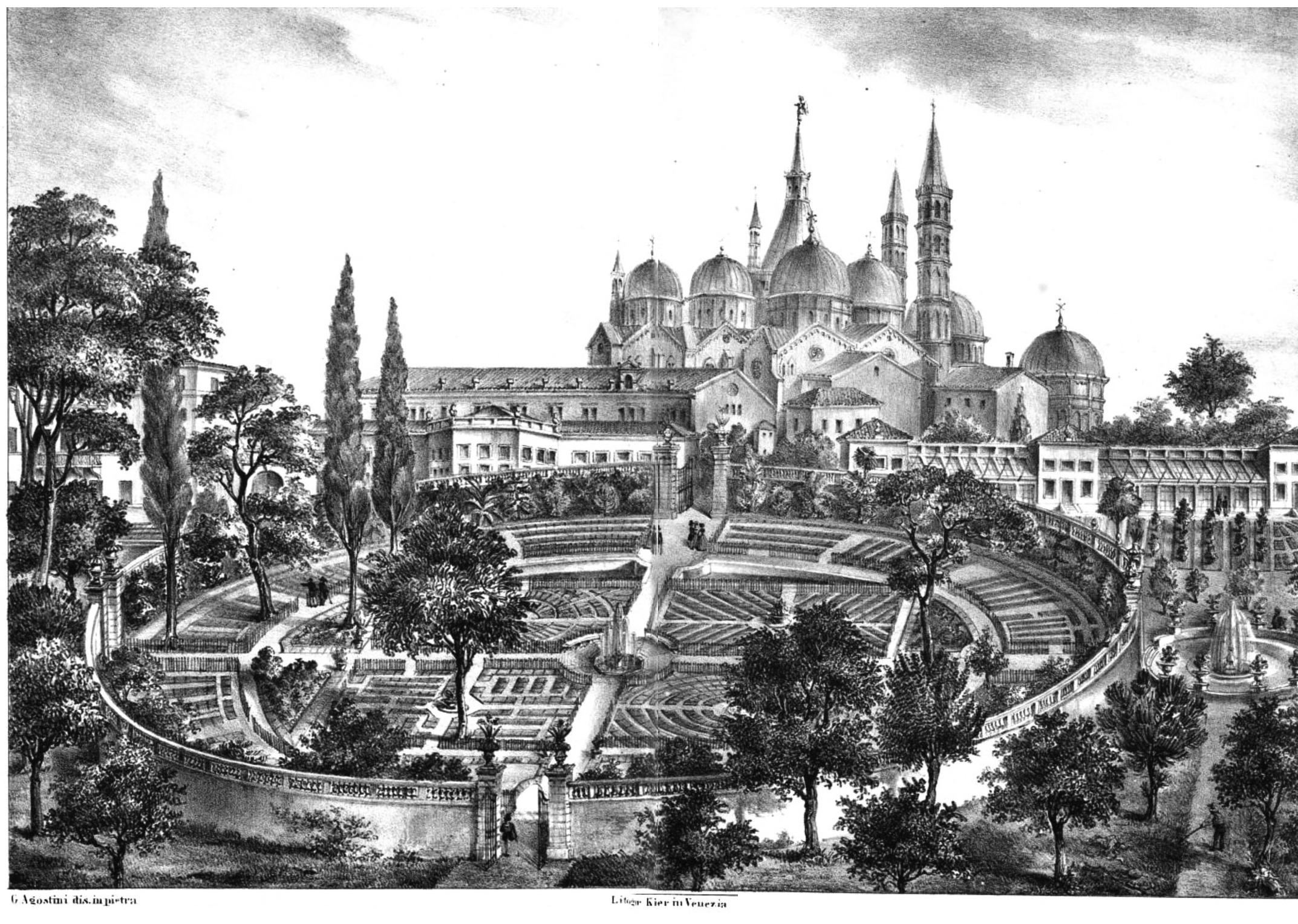
botanická zahrada v Padova

S nástupem baroka se mění i renesanční italská zahrada a rozvíjí se propojováním os a prostorů. Stále bohatší a náročnější tvarování zeleně přechází až v nejnepřirozenější tvary a tvary napodobují předměty a zvířata – zelené sochy (topiary). Jedinečné terasy, Opus topiarium, například ve Villa Garzoni v Collodi dovádí možnosti stříhané zahrady na okraj. Vodní prvky a sochařská díla jsou umocněna v jedinečný soulad bohatě zdobené architektury a upravované zeleně. Italské zahrady si zachovávají svoji typickou podobu i v době kdy převládají francouzské parky, jak je možné poznat z úpravy zahrady u Villa Albani z poloviny 18. století a francouzské zahrady, jako zahrada zámku Caserta u Neapole zůstávají v Itálii spíše výjimkou. Krajní mez barokní formy italské zahrady představuje Isola Bella na jezeře Lago di Maggiore.

## Italské terasovité zahrady v střední a severní Evropě
Z terasovitých zahrad na severu lze zmínit i pražské zahrady, Palácové zahrady pod Pražským hradem, které se čestně řadí k předním dílům evropského vývoje italské terasové zahrady. Do střední a severní Evropy přichází znalosti o italské terasovité zahradě již v 15. století. Přesto se ale v těchto severnějších zemích stále udržuje stylově středověká zahrada. Nemění to ani příchod vlašských (italských) zahradníků a renesanční zahrada v střední a severní Evropě vyrůstá jako směs středoevropských prvků s italskými , posléze ovlivněná i zahradami francouzskými, nizozemskými a vlámskými a na počátku 18. století anglickým parkem.

## Významnější italské renesanční zahrady

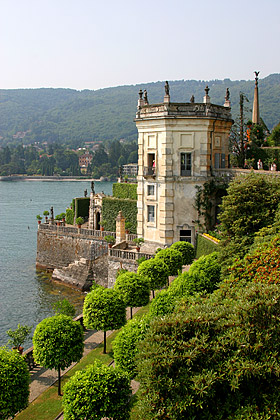
Isola Bella na Lago di Maggiore

- Zahrady Boboli
- zahrada u Villa d'Este v Tivoli
- zahrada u Villa Garzoni
- zahrada u Villa Lante
- Botanická zahrada v Padově

### Významnější italské renesanční terasovité zahrady

#### Villa d'Este Tivoli
Nepřekonaným skvostem renesančních zahrad je Villa d'Este v Tivoli založená architekty Pirro Ligorio a Alberto Galvani pro kardinála Ippolito II. d'Este. Zahrada se rozkládá na pěti terasách, kolmých k hlavní ose s palácem na vrcholu. Zahrada byla několikrát upravena v období baroka. Po roce 1605 dal kardinál Alessandro d'Este obnovit a opravit výsadbu a vodního díla, ale také vytvořit novou řadu inovací v uspořádání zahrady a dekorací fontán. Další renovační práce byly provedeny mezi lety 1660 až 1670 pod vedením sochaře a architekta Gianlorenza Berniniho 
Villa d'Este v Tivoli, jeho palác a zahrady, je jedním z nejvýznamnějších a komplexních pohledů do renesanční kultury. Její inovativní design spolu s architektonickými prvky v zahradě (fontány, okrasné nádrže, atd.), jsou jedinečným příkladem italské zahrady 16. století. Villa d'Este se stala vzorem vzorem pro rozvoj evropské zahrady.
Villa d’Este v Tivoli je jednou z nejvelkolepějších a nejlépe dochovaných zahrad italské renesance. Vznikla z podnětu kardinála Ippolita II. d’Este, syna Alfonsa I. d’Este, vévody z Ferrary, a Lucrezie Borgie. Ve věku devětadvaceti let se stal kardinálem a roku 1550 guvernérem Tivoli. Aby si rozšířil své sídlo, přestavěl bývalý františkánský konvent a pro zámeckou zahradu odkoupil přilehlý strmý svah i údolí pod ním. Jako architekta si zvolil Pirra Ligoria, který pro Ippolita již prováděl vykopávky v nedalekých ruinách starověké Hadriánovy vily (Villa Adriana), rozsáhlého venkovského sídla císaře Hadriana, jež bylo proslulé svými propracovanými vodními prvky.

#### Isola Bella

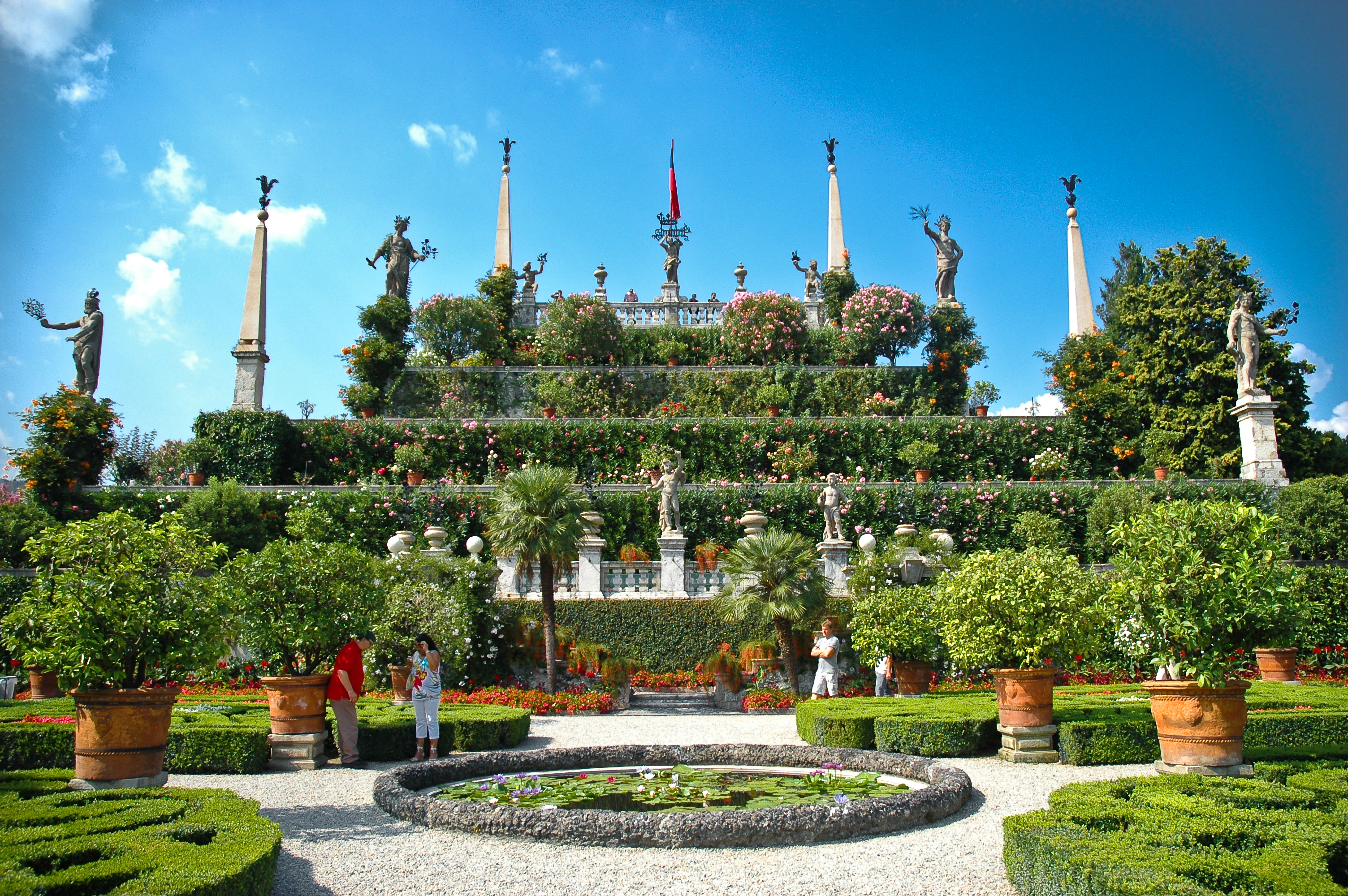
Isola Bella na jezeře Lago di Maggiore

Ostrovní zahrada Isola Bella na jezeru Lago di Maggiore budovaná od 16. století je takřka sochařskou pagodou na umělých devíti terasách, vrcholících plastickým theatronem a vyhlídkou na jezero a obrysy Alp na obzoru. Je barokní variací na visuté zahrady Semiramidiny.

#### Villa Gamberaia
Villa Gamberaia je soustava zahrad, rozdělených do několika částí v svažitém terénu. Před palácem je systém vodní hříček s vyhlídkou,v zahradách se také nachází oranžérie a azalková zahrada. Tak jako v jiných italských renesančních zahradách, i zde jsou vysázeny vysázeny citrusy, zimostrázy, vavříny a jiné subtropické rostliny.
 Přímo na spodní část zahrady navazuje olivový sad.

#### Villa la Petraia
Vila rodu Medici Villa la Petraia leží na severozápadě Florencie, blízko Villy di Castelo. V 16. století zde vybudovali renesanční zahradu. Zahrada se rozprostírá na svahu pod vilou. V zahradě je několik fontán a bazénů, celý prostor je bohatě doplněn sochařskou výzdobou a rozdělen živými ploty ze zimostrázu. V zahradě je sbírka citrusů.

#### Villa Lante
Zahrady Villy Lante nejsou bohaté na druhovou pestrost použitých dřevin, ale jsou zajímavé jako architektonický, stavební celek. Vyjadřují stylizované filosofické ztvárnění přirozeného světa jako alegorii vodního toku od pramene v kopcích po jeho ústí v moři.

## Italské zahrady v Toskánsku podle regionů

### Region Florencie
- Antella – zahrady Villa di Lappeggi
- Cerreto Guidi – zahrady Villa di Cerreto Guidi
- Fiesole – zahrady rodu Medicejských
- Montelupo –zahrady Villa dell'Ambrogiana od architekta a sochaře Bernarda Buontalenti
- Pian del Giullari – zahrady Villa Capponi
- Vaglia zahrady Villa du Pratolino a Villa Demidoff od architekta Buontalenti
- San Piero a Sieve – zahrady Castello del Trebbio
- Sesto Fiorentino – zahrady Villa Corsi Salviati
- Settignano – zahrady Villa Gamberaia
- zahrady Castello di Palagio
- Villa La Pietra

### Region Sienne
- Sienne – zahrady Villa di Fagnano, od architekta Giovanni Battista Piccolomini
- Castelnuovo Berardenga – zahrady Villa Chigi, od architekta Agostino Fantastici
- Geggiano – zahrady Villa Bianchi Bandinelli
- San Gusmè – zahrady Villa Arceno
- San Quirico d'Orcia – zahrady Leonini

### Region Pisa
- Agnano – zahrady Villa Medicea, construite pour Laurent le Magnifique
- Crespignano – zahrady Villa Lanfranchi
- La Cava – zahrady Villa Riccardi
- Corliano –zahrady Villa di Corliano

### Region Lucques
- Lucques – zahrady Villa Bottini
- Lucques – zahrady Palais Pfanner od architekta Filippo Juvarra

### Region Prato
- Zahrady Villa di Artimino G. Zocchi od architekta Buontalenti
- Zahrady Villa di Poggio a Caiano

### Region Pistoia
- Borgo a Buggiano – zahrady Villa Bellavista, od florentského architekta Antonio Maria Ferri pro Francesco Feroni (1673)
- Zahrady Villa di Montevettolini
- Zahrady Villa Garzoni
- Lamporecchio – zahrady Villa Rospigliosi pro Giulio Rospigliosi, papeže Klementa IX.

## Italské zahrady v jiných zemích

### Francie
- Zahrady Château d'Ambleville

### Česká republika
- Palácové zahrady pod Pražským hradem – zahrada Fürstenberská, Kolovratská, Pálffyovská, Ledeburská, Vrtbovská
- Státní zámek Stekník